# تنميط الجاني
تنميط الجاني هو أداة تحقيق سلوكية تساعد المحققين للتنبؤ وتحديد أنماط دقيقة لمواصفات الجرائم والجناة المجهولين. يسمى تنميط الجاني كذلك بالتنميط الجنائي وتنميط الشخصية الجنائية وتنميط علم الجريمة وتنميط السلوك أو تحليل التحقيق الجنائي ومن إحدى طرق تنميط الجاني هي التنميط الجغرافي. ساهمت كثير من المسلسلات التلفزيونية في إضفاء مسميات عدة لما يسميه مكتب التحقيقات الفيدرالي (إف-بي-آي) «تحليل التحقيق الجنائي» ومن تلك المسلسلات التي عرضت في 1900 كالقانون والنظام والمُنمّط وفي 2005 العقول الجنائية وكذلك فيلم عام 1991 صمت الحملان.
هولمز وهولمز 2008 قاما بتلخيص ثلاث أهداف رئيسية لتنميط الجاني:
- الهدف الأول هو فرض تنفيذ القانون بالتقييم الاجتماعي والنفسي للجاني.

بالتقييم النفسي للأمتعة في حوزة الجاني.
- الهدف الثاني هو فرض تنفيذ القانون.
- الهدف الثالث هو تقديم مقترحات وإستراتيجيات لعملية إجراء المقابلات.

حدد إينزورث في 2001 أربعة أساليب رئيسية لتنميط الجاني:
- المنهج الجغرافي وهو الذي يتم فيه تحليل أنماط توقيت ومكان مسرح الجريمة من أجل تحديد مسكن الجاني ومكان عمله.
- منهج علم نفس التحقيق وهو يركز على استخدام نظريات التحليل النفسية لتحديد مواصفات المجرم وذلك بتحليل السلوك المخالف وأسلوب الجريمة.
- المنهج النمطي وهو يعتمد على تقصّي الخصائص المعينة لمسرح الجريمة ووفقاً لتلك الخصائص النموذجية يقوم بتصنيف الجاني.
- المنهج العيادي في مجال تنميط الجاني يستخدم فيه الطب النفسي وعلم النفس الإكلينيكي لتحديد ما إذا كان الجاني يعاني من مرض عقلي يعود إلى تشوهات نفسية متنوعة.

هناك خمس خطوات إجرائية لتكوين البيانات الشخصية:
- 1-يتم إجراء تحليل دقيق لطبيعة ونوع العمل الإجرامي ومن ثم مقارنته بجرائم الناس الذين ارتكبوا جرائم مماثلة في الماضي.
- 2-يتم إجراء تحليل متعمق لمسرح الجريمة الفعلية.
- 3-يتم تحليل خلفية وأنشطة الضحية للبحث عن الدوافع والعلاقات الممكنة.
- 4-يتم تحليل العوامل المحتملة لدوافع الجريمة.
- 5-يتم بناء وصف للجاني المحتمل حسب الخصائص التي تم العثور عليها والتي يمكن مقارنتها بالحالات السابقة.

يعتبر التنميط الجاني في علم الجريمة الحديث «موجة ثالثة» لعلم التحقيق:
- فالموجة الأولى تقوم بدراسة الدلائل وأبتدعها شرطة سكوتلاند يارد في القرن 19 ميلادي.
- والموجة الثانية تهتم بدراسة الجريمة نفسها.
- أما الموجة الثالثة فتقوم بدراسة نفسية المجرم.

## تعريفات
تنميط الجاني هو طريقة التعرف على مرتكب الجريمة بناء على تحليل نوع وطريقة الجريمة.
يتم تحديد الجوانب المختلفة لشخصية المجرم من خلال خياراته قبل وأثناء وبعد وقوع الجريمة يتم الجمع بين هذه المعلومات مع التفاصيل الأخرى ذات الصلة والأدلة المادية، ومن ثم مقارنتها بخصائص أنواع شخصية معروفة والعقليات الشاذة المختلفة لتكوين وصف فعال للجاني.
يمكن وصف التنميط النفسي كوسيلة من وسائل تحديد المشتبه به وهو يهتم بالتعرف على الخصائص العقلية والعاطفية والمواصفات الشخصية (طبقًا للأشياء التي تم فعلها أو تركها في مسرح الجريمة) وقد استُخدمت هذه الطريقة في التحقيق عن القاتل المتسلسل تيد بندي فقد توقع الطبيب النفسي الخبير بالعقل الإجرامي الدكتور ريتشارد ب.جارفيس بفئة عمر بندي وباختلاله النفسي الجنسي وكذلك بذكائه فوق المتوسط.
نذكر مثالاً أكثر تفصيلاً على كيفية تنفيذ التنميط النفسي وهي قضية ليون غاري ريدجواي المعروف أيضًا باسم قاتل غرين ريفر، توضح هذه القضية إمكانية عدم صحة التنبؤات فقد قدم جون إي.دوغلاس المحقق الذي عمل في مكتب التحقيقات الفيدرالي ملف من اثنتي عشرة صفحة والذي ذكر فيه أن المشتبه به كان:
- من المتحمل أنه ذكر أبيض يعاني من علاقة مختلة مع النساء.
- شخص منظم بما أنه حاول إخفاء الجثث وكما يبدو بأنه أمضى بعض الوقت في النهر.
- شخص ماكر بما أنه استخدم الصخور لتنغمر الجثة أسفل الماء وتختفي.
- قادر على التجوال بمركبة.
- سيقتل مرة أخرى.
- سيكون مثل بقية القتلة المتسلسلين وسيتصل بالشرطة راغباً في المساعدة في التحقيقات.

ومع ذلك فالمواصفات التي ذُكرت في تنميط ريدجواي لم تنطبق على الجاني، فعلى سبيل المثال الجاني شخص يحب الخروج وغير قادر على تكوين علاقة مع أشخاص آخرين. في الحقيقة لم يكن ريدجواي يحب الخروج ولكنه كان يتردد لريفر غرين مع واحدة من زوجاته وكذلك كان على علاقة وثيقة جدًا مع زوجته الأخيرة وهذا يتناقض مع ماذكر في التنميط الذي ذكر عدم قدرة الجاني على تكوين علاقة ما.
يسمى نوع من أنواع التنميط الجنائي بالتحليل الرابط.
عرف جيرارد ن.لابوشاني التحليل الرابط بأنه «شكل من أشكال التحليل السلوكي يُستخدم لتحديد احتمالية ارتكاب الجاني لسلسلة من الجرائم». ومن الأمور التي تساعد على وضع أساس للتحليل الرابط هو تحصيل عدة جوانب لنمط مرتكب الجريمة مثل أسلوب وطقوس العمل أو السلوكيات المستمدة من الخيال والعلامة الفارقة للجاني. أسلوب عمل الجاني هو عاداته أو ميوله خلال قتل الضحية أما العلامة الفارقة للجاني فهي نقاط التشابه الفريدة في جرائمه، وبشكل عام يستخدم التحليل الرابط عند عدم العثور على أدلة مادية مثل الحمض النووي.
حدد لابوشاني خمسة إجراءات تقييمية يجب توفرها في المحققين لتحصيل وجمع جوانب نمط مرتكب الجريمة:
(1)الحصول على البيانات من مصادر متعددة.
(2)مراجعة البيانات وتحديد الخواص الهامة لجريمة واحدة من الجرائم المتسلسلة.
(3)تصنيف السمات الهامة كأسلوب العمل أو الطقوس الشعائرية.
(4)مقارنة أسلوب العمل والطقوس أو الخصائص المستمدة من الخيال في كل جريمة من الجرائم المتسلسلة لمعرفة إذا ماكان هناك علامة فارقة.
(5)كتابة تقرير عن الأشياء المعثورة.

## تاريخ
```
كونت 
الشرطة
 أول تنميط جنائي لشخصية القاتل المتسلسل 
جاك السفاح
```

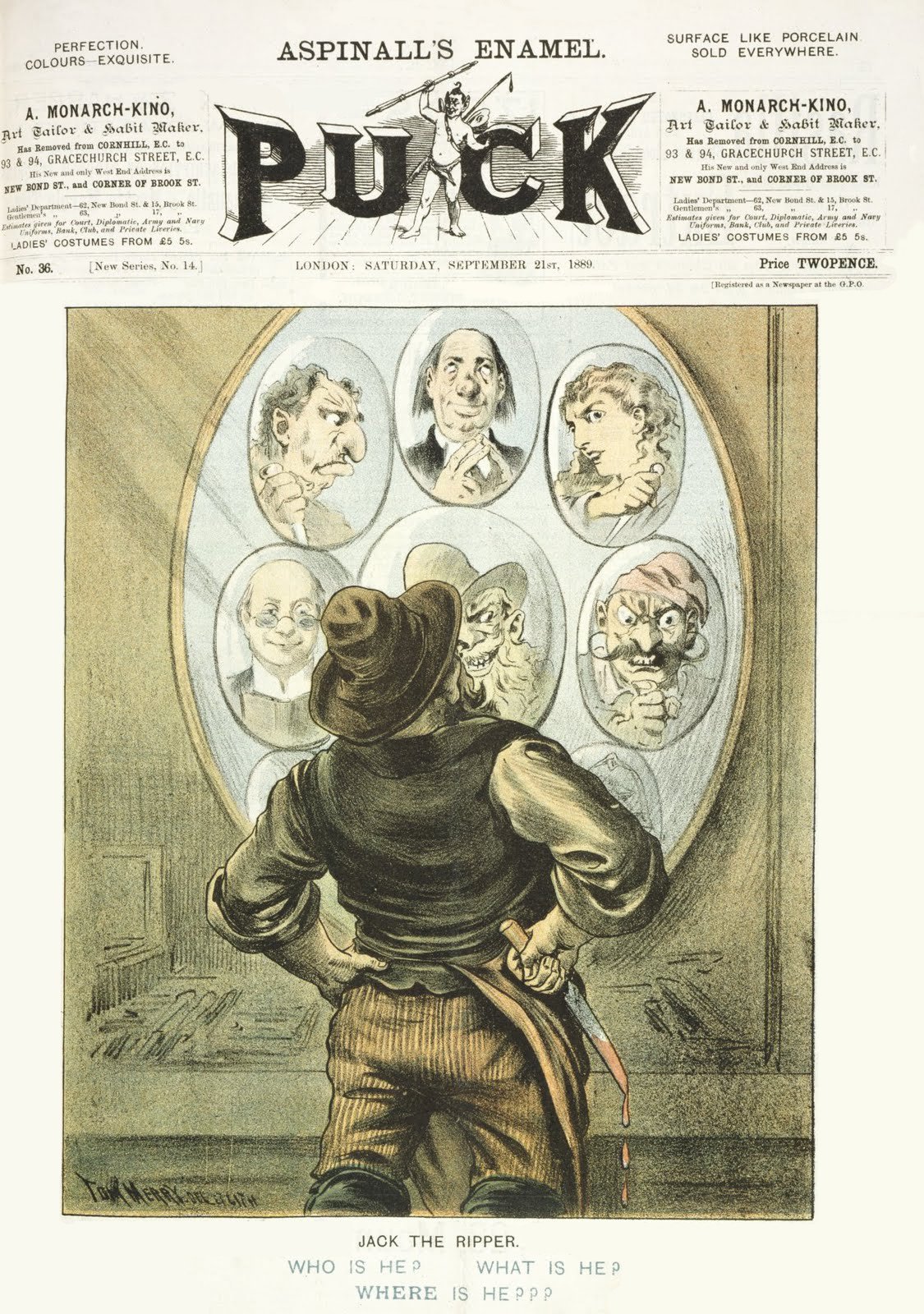
قامت الشرطة بإنشاء أول تنميط جنائي على شخصية القاتل المتسلسل جاك السفاح

تعود طريقة تنميط الجاني إلى عصور مبكرة فمنذ العصور الوسطى كان المحققون يحاولون تنميط الزنادقة. أدرك كل من جاكوب فرايز وسيزار لومبروسو وألفونس بيرتيلون وهانز جروس الفائدة من التنميط الجنائي في القرن 19 ميلادي ولكن تعتبر بحوثهم بشكل عام متحيزة فهي تعكس ماكان متحيزاً في عصرهم.
قام محققو شرطة العاصمة بتجميع وتكوين أول تنميط جنائي لشخصية جاك السفاح وهو قاتل متسلسل قتل مجموعة من المومسات في ثمانينات القرن 1880.
طُلب من جراح الشرطة توماس بوند إبداء رأيه في مدى المهارة والمعرفة الجراحية للقاتل واعتمد تقييمه على دراسته الخاصة في أكثر الضحايا تشوهاً وعلى تقارير مابعد الوفاة لأربعة من جرائم القتل الكنسية السابقة.
وأشار بوند في مذكراته بتاريخ 10 نوفمبر 1888 إلى الطابع الجنسي في جرائم القتل كذلك تجلي كراهية النساء والغضب. كما حاول الدكتور بوند إعادة بناء مسرح الجريمة وتفسير نمط سلوك الجاني وسرعان ماعثر على العلامة الفارقة أو السمات الشخصية للجاني التي ساعدت تحقيق الشرطة. وذُكر في ملف التنميط أن خمسة جرائم من أصل سبعة في المنطقة ارتكبها شخص واحد بدون مساعدة، وبأنه قوي بدنيًا وذو رباطة جأش وجسارة وقد يكون مظهر الجاني المجهول وديع وهادئ ولربما كان في منتصف عمره ومهندم اللباس ولربما يرتدي وشاح لإخفاء الآثار الدامية من هجماته في الأماكن المأهولة بالإضافة لكونه شخص وحيد دون وظيفة فعلية وغريب الأطوار ومختل عقليًا حتى أنه قد يعاني من حالة تدعى بفرط النشاط الجنسي. ذكر بوند أيضاً أنه يعتقد أن ليس لدى الجاني معرفة بعلم التشريح مع احتمال كونه جراح أو جزار، والسمات الأساسية التي ذكرها بوند هي:
«لا بد أن القاتل رجل ذو قوة بدنية ورباطة جأش كبيرة وجرأة... وهو عرضة لهجمات دورية من الهوس للقتل والجنس. ويشير تعرض الأشخاص للتشويه إلى أن الرجل قد يعاني من حالة جنسية تدعى بفرط النشاط الجنسي».
في عام 1912 ألقى طبيب نفسي محاضرة في منطقة لاكوانا في نيويورك ناقش وحلل فيها مجرم مجهول مشتبه به في قتل صبي محلي يدعى جوي جوزيف، في النهاية تم القبض على جي.فرانك هيكي وإدانته وذلك بفضل أسلوب البطاقات البريدية التهكمية التي أُرسلت إلى شرطة لاكاوانا وأسرة جوزيف.
ويعتقد أن هناك نوع تنميط تم استخدامه في أربعينيات 1940 وذلك عندما اعتمدت التحقيقات على أخصائيو الصحة العقلية لتكوين ملف تنميطي للجاني لمساعدة الشرطة في عملية التحقيق بعد فترة وجيزة تم استدعاء جيمس بروسل لتحليل معلومات المفجر المجنون في مدينة نيويورك وقام بتكوين ملف تنميطي دقيق الجاني واسترعى ذلك انتباه مكتب التحقيقات الفيدرالي فقام بتطوير طريقة التنميط الجنائي مرتكزين على عملية وخطوات بروسل.

## مراحل التنميط
وفقاً لجريج أو.مكراري فإن الفرضية الأساسية هي أن السلوك يعكس الشخصية ففي قضية قتل على سبيل المثال يقوم محللو مكتب التحقيقات الفيدرالي بتحديد شخصية الجاني من خلال التساؤل عن سلوك الجاني أو الجانية في أربعة مراحل:
1 . ماقبل الحادثة: أكان خيال أم خطة أو كليهما الذي كان يشغل عقل القاتل قبل التصرف؟ مالذي جعل القاتل يُثار ويتصرف هكذا بهذا اليوم المعين وليس بيوم آخر؟
2 . الطريقة والأسلوب: ما هو نوع الضحية أو الضحايا الذي قام القاتل باختيارهم؟ ما هو أسلوب وطريقة القتل أكان إطلاق نار أو طعن أو خنق أو شيء آخر؟
3 . التخلص من الجثة: هل جرت عمليتا القتل والتخلص من الجثة في نفس المكان أو في مكانين مختلفين؟
4 . سلوك ما بعد الجريمة: هل يحاول القاتل إرغام نفسه في قضية التحقيق من خلال التفاعل مع تقارير وسائل الإعلام أو الاتصال بالمحققين؟
يتم تحليل الجريمة الجنسية بنفس الطريقة تقريباً (مع الأخذ في الاعتبار أن جريمة القتل تكون في بعض الأحيان جريمة جنسية) بالإضافة إلى الاستفادة من المعلومات الإضافية من الضحية التي لازالت على قيد الحياة. البروفيسور ديفيد كانتر هو رائد التنميط الجنائي العلمي فقد قام بتأسيس مجال علم نفس التحقيق كرد فعل على عدم رضاه عن الأسس العلمية لهذا النشاط.
هناك مرحلة أخرى من التنميط الجنائي (التحقيق في موقع الجريمة) وهو ربط القضايا وفقًا لبرنت إي.تورفي فإن ربط القضايا أو تحليل القضايا هي عملية تحديد ما إذا كان أو لم يكن هناك علاقات خفية بين اثنين أو أكثر من القضايا غير المرتبطة، من خلال تحليل مسرح الجريمة وهذا التحليل يشمل على إنشاء ومقارنة الأدلة المادية والضحايا وخصائص مسرح الجريمة وأسلوب العمل -منظم أو غير منظم- والسلوكيات الفارقة في كل القضايا تحت النظر، ولهذه المرحلة هدفان هما:
1. مساعدة فرض سيادة القانون وخدماته ذات الموارد المحدودة من خلال إنشاء منهجية تساعد على الاستفادة من جهود التحقيق.
2. مساعدة المحكمة في تحديد وجود أدلة سلوكية كافية تشير إلى وجود خطة مشتركة من أجل معالجة قضايا الطب الشرعي، مثل مشكلة محاكمة الجرائم المماثلة معاً ومشكلة الاستشهاد والاستدلال بجرائم أخرى.

عادة ماتتوقف معظم جهود حالة الربط على ثلاثة مفاهيم:
1. أسلوب العمل.
2. العلامة الفارقة.
3. الضحايا.

## انظر ايضًا
- تحقيق جنائي.
- رسم جنائي.